# Henri de Baillet
Henri Jean Baptiste de Baillet (Antwerpen, 18 januari 1785 - Brussel, 5 februari 1869) was een Belgisch industrieel.

## Biografie

### Familie
Henri de Baillet was een telg uit de familie de Baillet. Hij was een van de zeven zonen van graaf Jean de Baillet (1757-1815), burgemeester van Antwerpen, en Thérèse du Bois (1758-1836). Hij was een broer van graaf Joseph de Baillet, graaf Ferdinand de Baillet en graaf Hyacinthe de Baillet, een neef van Ferdinand du Bois, en een oom van Charles de Baillet.
Hij trouwde in 1811 in Brussel met Marie d'Hanosset (1788-1861). Ze kregen een zoon en een dochter, maar zonder nakomelingen.

### Loopbaan
Samen met Jacques Coghen en Ferdinand Meeûs stapte hij in het grote avontuur van de Algemeene Nederlandsche Maatschappij ter Begunstiging van de Volksvlijt, die koning Willem I der Nederlanden had gewild, om handel en industrie in de Zuidelijke Nederlanden te bevorderen. Baillet behoorde toen duidelijk tot de oranjegezinden, net als waarschijnlijk zijn broers, in elk geval Ferdinand de Baillet, die gouverneur van West-Vlaanderen werd. Vanaf 1823 behoorde Henri tot de directie van de Algemeene Maatschappij.
In 1830 nam hij een afwachtende houding aan, net als de andere vennoten van de Société générale, om zich weldra te integreren in het nieuwe België. Van 1833 tot 1848 behoorde hij tot de voornaamste bestuurders (directeurs genoemd) van de maatschappij. Hij was in het Verenigd Koninkrijk lid van de Provinciale Staten van Zuid-Brabant en in 1836 werd hij lid van de daarop volgende Brabantse provincieraad.
Dit stuwde hem in de richting van de menigvuldige beheerderschappen of commissariaten (in de Belgische zin van dit woord). Zo was hij lange (soms meer dan dertig jaar) of korte tijd bestuurder van:
- Société civile pour l'agrandissement de Bruxelles
- Société de Commerce de Bruxelles
- Société des capitalistes réunis
- Société pour la fabrication de machines et mécaniques
- Charbonnages Produits
- Charbonnages du Levant Flénu
- Hauts-Fourneaux de Châtelineau
- Société de la Mutualité
- Charbonnages de Lodelinsart
- Charbonnages et Hauts-Fourneaux de Longterne
- Charbonnages du Couchant Flénu
- Charbonnages Agrappe Grisoeuil
- Société du Renard machines
- Charbonnages de Bellevue, Baisieux, Dour & Thulin
- Charbonnages Couchant Flénu Cossette
- Assurances des Propriétaires Réunis

Hij was anderzijds commissaris van:
- Haut-Fourneaux de Marcinelle & Couillet
- Charbonnages de Hornu et Wasmes
- Hauts-Fourneaux de Sclessin
- Charbonnages de Monceau-Fontaine¨
- Charbonnages de Nord Bois Boussu
- Charbonnages de Haut-Flénu
- Charbonnages de Charleroi
- Charbonnages Monceau-Fontaine Martinet
- Charbonnages Courcelles-Nord
- Charbonnages de Crachet et Picquery
- Société des chemins de fer du Haut et du Bas Flénu

Na 1848 behoorde hij niet meer tot de actieve leiding van de Société générale, maar dit belette niet dat hij tot aan zijn dood mandaten van beheerder of commissaris uitoefende in tal van vennootschappen. Bij het familiale grootgrondbezit voegde zich nu een aanzienlijke aandelenportefeuille. Hij werd ook bestuurder van de Belgische Nationale Bank.
In 1816 kwam de Baillet voor op de eerste lijst van de in de adel bevestigde personen en in 1827 werd hij gemachtigd de titel van graaf te dragen. Die titel was persoonlijk maar werd in 1846 toch uitgebreid tot zijn nakomelingen. In 1811 trouwde hij in Brussel met Marie d'Hanosset (1788-1861), van wie de vader onder het ancien régime algemeen ontvanger van de Domeinen voor de regio Brussel was. Ze kregen een dochter die vroeg stierf en een zoon, Edmond de Baillet (°1831), die naar Engeland uitweek en die toen hij 44 werd trouwde met de gescheiden Harriet Shealfield. Noch van hem noch van haar werd verder nog iets gehoord.